# Marcia Furnilla
Marcia Furnilla war eine Angehörige der plebejischen gens Marcia und die zweite Frau des römischen Kaisers Titus.

## Leben
Marcia Furnilla war die Tochter des Quintus Marcius Barea Sura und der Antonia Furnilla. Sie stammte aus der römischen Nobilität, ihr Großvater Quintus Marcius Barea Soranus war Suffektkonsul im Jahr 34, ihr gleichnamiger Onkel im Jahr 52. Ihre Mutter war eine Angehörige der bedeutenden gens Antonia und wohl Tochter des Aulus Antonius Rufus, Suffektkonsul 45. Möglicherweise war Marcia Furnilla eine Schwester der Marcia, Mutter des späteren Kaisers Trajan. Ihr mit der Mutter gemeinsam getragenes Cognomen Furnilla legt eine Beziehung zur gens Furnia nahe, und der Konsul des Jahres 17 v. Chr., Gaius Furnius, könnte ihr Vorfahre großmütterlicherseits gewesen sein.
Bevor der Sohn des späteren Kaisers Vespasian, Titus Flavius Vespasianus, sein Amt als Quaestor bekleidete, heiratete er in zweiter Ehe Marcia Furnilla. Das Jahr ist nicht genau zu bestimmen, wird aber zwischen 63 und 65 gelegen haben. Seine erste Frau Arrecina Tertulla war kurz zuvor gestorben. Nach der baldigen Geburt einer Tochter, möglicherweise der namentlich bekannten Iulia, ließ er sich wieder von Marcia Furnilla scheiden. Die Scheidung fand wahrscheinlich im Zusammenhang mit der Anklage gegen ihren Onkel Quintus Marcius Barea Soranus im Jahr 66 statt. Barea Soranus, Mitglied der senatorischen Opposition gegen Kaiser Nero, wurde wegen seiner Freundschaft zu Rubellius Plautus und wegen angeblicher Anstiftung der Provinzialbevölkerung von Asia zur Revolte während seiner Statthalterschaft um das Jahr 61/62 angeklagt und in den Selbstmord getrieben. Titus mag die Verbindung zu einer dermaßen im Fokus des Kaisers stehenden Familie zu gefährlich für seine Karriere oder sein Leben gewesen sein. Über das weitere Leben der Marcia Furnilla ist nichts bekannt, allerdings begegnet sie noch einmal im Zusammenhang mit den Inschriften, die zum Familiengrab des Gaius Sulpicius Platorinus – während der Regierungszeit des Augustus besonderer Legat unter Gaius und Lucius Caesar – gehörten. Hier wird ein Hermes, Sklave der Marcia(, Ehefrau) des vergöttlichten Titus, erwähnt. Ihre Mutter setzte an dem Grabbau die nicht näher zu datierende Grabinschrift für ihren Vater.